# Mario & Luigi: Partners in Time
Mario & Luigi: Partners in Time is een RPG voor de Nintendo DS en werd op 27 januari 2006 gelanceerd in Europa. Het is tevens het eerste vervolg op Mario & Luigi: Superstar Saga op de Game Boy Advance.

## Gameplay
De gameplay van Partners in Time heeft een nadruk op de elementen van role-playing games en samenwerken om puzzels op te lossen. Voor de meerderheid van het spel wordt de gameplay op het onderste scherm van de Nintendo DS getoond terwijl de kaart op het bovenste scherm wordt getoond.
De speler kan de vier protagonisten controleren: Mario, Luigi, baby Mario en baby Luigi, ofwel als één groep of in twee groepen. De speler kan de baby's van de volwassenen scheiden, wat vaak moet om ingangen binnen te gaan die te klein zijn voor de volwassenen.

## Gevechten
De gevechten gebruiken een om-de-beurt systeem. Wanneer het de speler zijn beurt kan hij of zij kiezen tussen aanvallen, een voorwerp gebruiken of wegrennen. Mario en Luigi springen op de vijand om aan te vallen terwijl de baby's hun hamers gebruiken, die ze in de loop van het spel van twee Hammer Bros krijgen. Bij de aanvalsvoorwerpen moet de speler op het juiste moment op de gevraagde knop drukken om de aanval succesvol af te ronden. Verder zijn er ook duo aanvallen, deze kunnen zowel met de volwassenen als met de baby's worden afgehandeld. Bij de meeste duo-aanvallen wordt de aanval steeds sneller en sneller en de aanval stopt wanneer de speler een knop niet of verkeerd indrukt. Er zijn ook genezende voorwerpen.
Deze kunnen worden gebruikt zowel tijdens het gevecht als in het pauze menu.